# Tvillingebrødrene
Tvillingebrødrene er en dansk stum komediefilm fra 1911 produceret af Nordisk Films Kompagni og instrueret af William Augustinus efter manuskript af Peter Christensen.
Filmen blev i tysktalende lande distribueret som Die Zwillingsbrüder.

## Handling
Et tvillingepar, Peter og Jens, ligner hinanden i det ydre, men er i det indre helt forskellige. Peter er rask, adræt og flittig, og Jens er tung, træg og doven. Peter er tjener på en restaurant, og Jens er soldat, hvor han er oppasser for en løjtnant. Jens bliver pålagt at varte op ved en middag i løjtnantens hjem, og det går ikke godt. Peter træder til, da det viser sig, at han er forlovet med kokkepigen i huset. Peter træder til, og nu går det strygende. Men desværre vil Peter ikke være soldat, så tvillingebrødrenes nummer opdages.

## Medvirkende
- William Bewer
- Frederik Buch
- Carl Fischer
- Elna From
- Julie Henriksen